# Есперита (Л'Аквила)
Есперита (итал. Esperita) је насеље у Италији у округу Л'Аквила, региону Абруцо.
Према процени из 2011. у насељу је живело 99 становника. Насеље се налази на надморској висини од 594 м.